# قمرية معمرة
قَمَرِيَّة مُعَمِّرَة المعروف في الإنجليزية باسم الصدق المعمر نوع من النباتات المزهرة من جنس قمرية في فصيلة الكرنبية. عُثِرض على هذه العشبية المعمرة ذات الجذوع المشعرة في جميع أنحاء أوروبا. غالبًا ما ينمو في الأخشاب الرطبة على ركائز الجير. يطول متراً وله أوراق بيضاوية كبيرة مدببة مع تسننات ملحوظة. أزهارها فواحة العرف العطري المستحب، لونها إلى الزرقة الموشحة بالأبيض. يُزرع في الحدائق ، وقد حاز على جائزة الاستحقاق من الجمعية الملكية للبستنة.